# Chemin de fer belge Bruxelles-Malines
Le premier chemin de fer belge — reliant Bruxelles et Malines — a été inaugurée le 5 mai 1835 par le roi Léopold Ier. 
L'arrêt de Vilvorde, initialement non prévu, alors même que la ligne passait à seulement quelque 800 mètres du centre de la petite ville (qui ne comptait alors que 3 000 habitants), a été ajouté peu après, à la suite de la réclamation de ses habitants, qui faisaient valoir que l'ouverture de la ligne de chemin de fer s'était accompagnée de la suppression du service de diligences.